# St. Sebastianus Schützenbruderschaft Duisburg-Huckingen
Die St. Sebastianus Schützenbruderschaft Duisburg-Huckingen ist ein eingetragener Verein im Duisburger Stadtteil Huckingen. Die Schützenbruderschaft besteht seit mindestens 1687. Ihr Schutzpatron ist der Heilige Sebastian. Die Bruderschaft ist Mitglied im Bund der historischen Deutschen Schützenbrüderschaften e.V. – Diözesanverband Essen und besitzt heute ca. 390 Mitglieder organisiert in 9 Kompanien.

## Geschichte

### Gründung
Das Gründungsdatum der St. Sebastianus Schützenbruderschaft Duisburg-Huckingen ist heute nicht mehr bekannt. Als ältester Nachweis existiert eine Plakette am alten Königssilber, die neben dem Namen Andist Brockerhoff die Jahreszahl 1687 ausweist. Da keine anderen gesicherten Quellen vorliegen, wird 1687 allgemein als das Gründungsjahr der Bruderschaft angesehen. Sie ist damit eine der ältesten im Rheinland.
Zur Entstehung jedoch gibt die Bruderschaftssatzung Auskunft. In § 2 heißt es:
„Die im Jahre 1687 errichtete Leichengesellschaft hat sich im Jahre 1826 als St. Sebastianus Schützenbruderschaft zusammengeschlossen.“ Eine solche Leichengesellschaft ist eine kirchliche Bruderschaft, die sich z. B. um Krankenpflege oder Armenunterstützung kümmerte und für ein ordentliches Begräbnis ihrer Mitglieder sorgte.
Darüber hinaus berichtete die Festzeitschrift aus Anlass der Feier zum hundertjährigen Bestehen der Bruderschaft im Jahre 1926 von einer Schützengilde. Solche Gilden entstanden oft bereits im 13. Jahrhundert und bewachten und schützten die jeweiligen Ortschaften. Oft waren damit ein jährliches Vogelschießen mit Volksfest verbunden. Er wird daher vermutet, dass sich die Huckinger Bruderschaft als eine Vereinigung von Schützengilde und kirchlicher Bruderschaft gebildet hat.

### Weitere Geschichte
Im Jahr 1829, der Neugründung, bestand die Bruderschaft aus 132 Mitgliedern. Interessanterweise sah das Reglement für das Vogelschießen von vornherein explizit vor, dass hinsichtlich Religionszugehörigkeit keine Unterscheidungen zu machen sind. Allerdings war ein Bekenntnis zum christlichen Glauben Voraussetzung für die Mitgliedschaft. D.h. es wurde nicht unterschieden zwischen katholischem und evangelischem Glauben. Zentrale Elemente des Bruderschaftslebens waren das Titularfest und das Schützenfest. Das Titularfest am 20. Januar wurde mit einem Gottesdienst begonnen. Danach traf man sich zur Jahreshauptversammlung. Wie ein Antrag an den Bürgermeister aus dem Jahr 1858 zeigt, wurde das Schützenfest schon damals Ende August gefeiert.
1833 wurde eine Vogelstange auf dem Grundstück des Schützenbruders W. Becker aufgestellt. Dort sollte für die nächsten 40 Jahre das Vogelschießen stattfinden.
Die ersten Präsidenten nach der Neugründung waren:
| Jahre     | Präsident             |
| --------- | --------------------- |
| 1826–1845 | Johann Ingelberg      |
| 1845–1849 | Joh. Heinrich Schmitz |
| 1849–1864 | Jakob Theodor Franken |
| 1864–1865 | Heinrich Schallbroch  |

Den Königstern, ein Orden zur Erinnerung an die Amtszeit, erhielt der König seit mindestens 1847. Ab spätestens 1874 existierte eine Kleiderordnung für die Festzüge. Alle Schützenbrüder mussten in einem „dunklen Anzug mit Cylinderhut“ oder „Schützenanzug“ erscheinen.
1876 hatte die Bruderschaft 196 Mitglieder. Spätestens ab 1882 gab es am Nachmittag des Titularfestes ein Kaffeetrinken für die Frauen, zu dem dann die Schützenbrüder am Abend nachkamen, wie es auch heute noch üblich ist. 1885 hatte die Bruderschaft mit Michel Dahmen ihren ersten General.
Der Erste Weltkrieg verhinderte die Schützenfeste in den Jahren 1914–1918. Erst 1919 wurde wieder ein Schützenfest gefeiert.
1956 stifteten die Mitglieder der Bruderschaft eine Figur des heiligen Sebastian, welche in der Pfarrkirche St. Peter und Paul in Huckingen geweiht wurde und dort bis heute zu sehen ist.

## Heutige Struktur
Der Verein hat zurzeit ca. 390 Mitglieder, die in folgenden neun Kompanien organisiert sind:
- Das Offizier-Corps wurde im 19. Jahrhundert gegründet. Das genaue Gründungsjahr ist nicht bekannt. Eine Neugründung erfolgte nach dem Zweiten Weltkrieg im Jahr 1946. Sie stellen den ranghöchsten Offizier, die Kompanieoffiziere, den Kommandoführer sowie den Fahnenoffizier und sind verantwortlich für die Bestuhlung und die Tischdekoration.
- Die Schützenkompanie (gegr. 1687) ist eine der ältesten Kompanien der Bruderschaft. In dieser Kompanie sind alle passiven und aktiven Schützenbrüder zusammen. Einmal im Jahr schießt auch diese Kompanie ihr Kompaniekönigspaar aus.
- Die Jäger-Kompanie wurde am 21. Oktober 1966 gegründet. Sie ist eine geschlossene Truppe, die für alle anfallenden Arbeiten zur Verfügung steht, u. a. auch der alljährliche Aufbau des Schießhäuschen zum Vogelschießen.
- Die St. Hubertus Kompanie wurde im Herbst 1971 aus den Reihen der Jungschützen gegründet.
- Die St. Sebastianus-Kompanie wurde im Jahre 1975 gegründet. Fast alle Mitglieder gingen aus den Jungschützen hervor. Sie stellt Mitglieder im Beirat, Festausschuss, Festkomitee Schützenkarneval und Schießleiter ab sowie den Königs- und Chefadjudanten.
- Die St. Peter & Paul Kompanie wurde 1983 aus den Reihen der Jungschützen gegründet. Sie richtet seit einigen Jahren das Frühlingsfest aus, ist für den Blumenschmuck im Festzelt verantwortlich und dekoriert den Weihnachtsmarkt.
- Die Ernestine-Kompanie wurde im Jahr 2003 von 6 jungen Frauen im Alter zwischen 16 und 23 Jahren gegründet. Ihre Wurzeln liegen in der 1976 gegründeten Mädchengruppe Ernestine, die Bestandteil der Jungschützen-Abteilung ist.
- Die Jungschützen-Kompanie wurde 1955 gegründet. Sie umfasst die Mitglieder von 15 bis 25 Jahren.
- Die Schülerschützenkompanie wurde im Jahr 1970 gegründet. Aus ihnen gingen die St. Peter und Paul-Kompanie, die Ernestine Frauenkompanie und die Jungschützen in ihrer heutigen Form hervor. Die Schülerschützen sind in vier verschiedene Altersgruppen (und teilweise nach Jungen und Mädchen) aufgeteilt.

Die Vereinsleitung wird gebildet durch einen Präsidenten (1. Brudermeister), einem 2. Vorsitzenden, dem Rendanten (Kassenverwalter), dem 2. Kassenverwalter sowie einem 1. und einem 2. Schriftführer. Hinzu kommt ein Beirat, der aus gewählten und funktionalen Beiratsmitgliedern besteht. Letztere sind der geistliche Präses (gleichzeitig Pfarrer der Katholischen Kirchengemeinde St. Peter und Paul), der amtierende König, der amtierende Prinz, der General, der Schießmeister sowie Vertreter einzelner Kompanien/Abteilungen.
Ferner hat die Bruderschaft eine Mannschaft, die an Rundenwettkämpfen teilnimmt. Sie schießt in der Bereichsklasse, in der in einer Gesamtschießzeit von 27,5 Minuten 15 Schuss aufgelegt auf Schießscheiben (10er Spiegel) abgegeben werden. Einen Schießstand hat die Bruderschaft im Huckinger Steinhof.

## Aktivitäten und Leistungen
Das Vereinsleben wird durch eine Vielzahl von Aktivitäten gestaltet. Hierzu gehören neben den beiden Höhepunkten des Schützenjahres, dem Patronatsfest und dem Schützenfest, folgende Aktivitäten:
- Teilnahme an der Pfarrprozession und Gottesdienste für die Lebenden und Verstorbenen der Bruderschaft
- Ausrichtung des Schützenkarnevals
- Verschiedene Frauenausflüge
- Sportliche Aktivitäten mit den Schülerschützen (z. B. Fußball, Minigolf, Tischtennis, Schwimmen, Eislaufen)
- Schülerschützenausflüge (z. B. Jugendherbergen, Ponyhof, Freizeitparks, Sauerland)
- Gemeinsame Adventsfeiern
- Ausrichtung des Weihnachtsmarkts

Noch heute zahlt der Verein das Sterbegeld für Mitglieder und nimmt an dem Begräbnis von Mitgliedern teil. Hier zeigt sich der Ursprung als Leichengesellschaft.